# Réte
Réte (szlovákul Reca) község Szlovákiában, a Pozsonyi kerületben, a Szenci járásban.

## Fekvése
A mátyusföldi település a Kisalföldön, Szenctől 3 km-re északkeletre fekszik.

## Története
Területe már a történelem előtti időkben is lakott volt. Pozsony vármegye monográfiája szerint: "A község határában több pogány kori őr- és sírhalom van; az úgynevezett Zöldhalomról a lakosok azt állítják, hogy földjét a törökök süvegeikben hordták össze."
Írott forrásban elsőként IV. Béla egyik oklevelében 1256-ban említik "Rethe" néven egy olgyai birtokvitával kapcsolatban, melynek egyik részvevője a rétei Péter magiszter volt. A falu a 13. század közepétől indult fejlődésnek. A pozsonyi váruradalomhoz tartozott, lakói nemesi előjogokat élveztek. A század végén trencséni Csák Máté birtoka volt, majd ennek leverése után a királyé lett. 1368-ban "terra Rethe" alakban említik, egyik birtokosa Rétei János volt, ugyanekkor Pongor neje Erzsébet itteni birtokrészét Rétei Lászlónak adja el. 1398-ban Nagy-Ilkai Mihály fia János itteni birtokát eladja Borsai Jánosnak. 1469-ben súri Szüllő Mihály és Borsai Pál erőszakkal foglalják el Réthei György birtokát és kúriáját. Már a 15. században számos nemesi birtokosa volt. 1438-ban Körtvélyesi Mihály is egyik nemesi birtokosa. 1525-ben a Márkus, Karátsony, Prikkel, Imely, Sándor és Dóka család is birtokosa. Református egyházi gyülekezete 1595-ben alakult meg. "A református egyház birtokában több értékes ötvösmű van és pedig: egy kisebb aranyozott ezüst-kehely, melyet 1691-ben debreczeni Eötvös István és felesége Garai Erzsébet ajándékozott az egyháznak, továbbá egy nagyobb aranyozott ezüst-kehely, melyet Tisza Lászlóné szül. Szénás Rebeka ajándékozott 1778-ban; 1694-ben Maróthy János és Raczik Kata egy aranyozott ezüst-tányért ajándékoztak."
1667-ben, amikor nevét "Reden" alakban írják, a Méhes és a Balogh család osztozkodnak itteni birtokukon. Lakói részt vettek a Rákóczi-szabadságharcban, a fejedelem egyik hadvezére Rétei György volt. Pozsony vármegye egyik artikuláris helye. Református iskoláját 1813-ban, a római katolikus iskolát 1878-ban alapították. Önkéntes tűzoltóegyletét 1883-ban alapították. Lakói mezőgazdasággal, állattartással, fuvarozással foglalkoztak.
Vályi András szerint "Magyar falu Pozsony Várm. földes Ura Gr. Pálfy Uraság, lakosai katolikusok, és reformátusok, ’s számos Nemesek lakják, fekszik Puszta Fődémeshez fél mértföldnyire, ’s némelly Pozsonyi Lakosok ide adgyák gyermekeiket a’ Magyar Nyelvnek megtanúlása végett; határja jól termő, vagyonnyai külömbfélék, eladásra alkalmatos módgyok van." 
Fényes Elek szerint "Réthe, népes magyar helység, Poson vmegyében, Szenczhez keletre 1 órányira: Lakja 491 kath., 49 ev., 337 ref., 149 zsidó. Ref. anyatemplom, s ekklésia, synagóga. Róna határa szép kiterjedésü és termékeny; rétje, legelője elég; szarvasmarhával nevezetes kereskedést űz; sok juhot tart. F. u. számos közbirtokosok és nemesek. Ut. p. Cseklész."
"A község dűlő-nevei közül az egyik egy régi, elpusztult községnek az emlékét tartja fenn. Ez Melénte, mely 1309-ben Milenthe néven szerepel, a mikor Károly király a birtokot Máthé nádor tárnokának, Márton mesternek adományozza. 1331 előtt már Kenéz comes a birtokosa, kinek fiai Fodor Istvánnak örökítik el. Ide tartozik Pörös major is. A községnek van saját postája; távírója és vasúti állomása Szempcz és Réte őrház."
A trianoni békeszerződésig Pozsony vármegye Szenci járásához tartozott. A szlovák iskolát 1935-ben nyitották meg. Művelődési otthonát 1972-ben adták át.

## Népessége
| Év:            | 1994. | 2004.   | 2014.    | 2024.    |
| -------------- | ----- | ------- | -------- | -------- |
| Emberek száma: | 1227  | 1244    | 1437     | 1729     |
| Eltérés:       |       | +1,38 % | +15,51 % | +20,32 % |

| Év:            | 2023. | 2024.   |
| -------------- | ----- | ------- |
| Emberek száma: | 1730  | 1729    |
| Eltérés:       |       | -0,05 % |

1880-ban 1070 lakosából 946 magyar, 65 szlovák, 25 német anyanyelvű, 2 idegen és 32 csecsemő; ebből 558 római katolikus, 365 református, 97 zsidó és 50 evangélikus vallású volt.
1890-ben 1026 lakosából 924 magyar és 49 szlovák anyanyelvű volt.
1900-ban 1079 lakosából 893 magyar és 43 szlovák anyanyelvű volt.
1910-ben 1067 lakosából 829 magyar (77,69%), 60 német, 49 szlovák és 129 egyéb anyanyelvű volt.
1921-ben 1120 lakosából 1039 magyar, 54 csehszlovák, 26 zsidó és 1 német volt.
1930-ban 1331 lakosából 974 magyar, 135 csehszlovák, 27 zsidó, 6 német, 1 ruszin, 178 egyéb és 10 állampolgárság nélküli volt. Ebből 800 római katolikus, 413 református, 79 evangélikus és 39 izraelita volt.
1941-ben 1304 lakosából 1281 magyar és 12 szlovák volt.
1950-ben 1476 lakosából 954 szlovák, 1 cseh és 521 magyar volt.
1970-ben 1652 lakosából 955 magyar és 693 szlovák volt.
1980-ban 1502 lakosából 693 magyar és 724 szlovák volt.
1991-ben 1222 lakosából 621 magyar és 598 szlovák volt.
2001-ben 1239 lakosából 546 magyar és 685 szlovák volt.
2011-ben 1378 lakosából 517 magyar, 819 szlovák, 8 ukrán, 4 cseh, 2 cigány és 28 ismeretlen nemzetiségű volt.
2012. december 31-én 1420 lakosa volt.
2021-ben 1656 lakosából 440 (+26) magyar, 1 (+19) cigány, 1 (+1) ruszin, 1115 (+24) szlovák, 25 (+2) egyéb és 74 ismeretlen nemzetiségű volt.
A magyarság visszafogottabb fogyásáért az utóbbi években elsősorban az egyre öregedő és kihaló eredeti magyar lakosság és az alacsony születési ráta (natalitás) okolható, másodsorban pedig a főváros közelsége miatt megjelenő szuburbanizációs folyamat (a pozsonyi panellakásokból a közeli vidékre kitelepülők nagyrészt szlovák ajkúak, így a szlovákok aránya nő, a magyaroké pedig csökken).
A legnagyobb változás a nemzetiségek eloszlásában 1947. nyarán következett be, amikor a faluból a csehszlovák-magyar lakosságcsere értelmében összesen 161 személyt deportáltak Magyarország területére (Nyíregyháza és környéke) és helyükbe dél-magyarországi szlovákokat telepítettek be.

## Neves személyek
- Itt született Nogely István (1839–1905) római katolikus pap, kanonok, képzőintézeti igazgató tanár és szentszéki ülnök.
- Itt született Galambos Zoltán (1894–1973) református lelkipásztor, lapszerkesztő, teológiai fordító.
- Itt született Pomichal Richárd (1951-2010) tanár, biológus, szakíró, természetvédő.
- Itt született Huszár László (1951–2021) művelődésszervező, Csemadok-titkár.
- Itt született Huszár Tibor (1952–2013) szlovákiai magyar fotóművész.
- Itt hunyt el Sváby Pál (1837–1899) filológus és reáliskolai igazgató.
- Itt hunyt el Galambos László (1860-1942) református lelkész.[10]
- Itt született Cséplő Ferenc (1920–2019) író, publicista.
- Itt született Neszméry Gáspár (1848–1922) római katolikus pap, alesperes.
- Itt született és hunyt el Prikkel Ferenc (1823-1886) 1848–1849-es nemzetőr főhadnagy.
- Itt hunyt el Cséfalvay Alajos (1804–1894), császári és királyi lovassági százados, 1848–1849-es honvédőrnagy.[11]
- Itt született Cséfalvay Emília Katalin (1841-1925), ’Sigmond Dezső országgyűlési képviselő felesége.[11]

## Nevezetességei
- Református templomát az 1769 és 1777 közötti években építették.
- Szent István tiszteletére szentelt római katolikus templomát 1817-ben építették.

## Külső hivatkozások
- Hivatalos oldal
- Obce info
- E-obce.sk Archiválva 2008. március 11-i dátummal a Wayback Machine-ben
- Réte Szlovákia térképén